# Kondratjewo (obwód leningradzki)
Kondratjewo (ros. Кондратьево) – osiedle w Rosji, w obwodzie leningradzkim, w rejonie wyborskim. W 2010 liczyło 1028 mieszkańców.